# Hollands Nationalsocialistiske Bevægelse
Hollands Nationalsocialistiske Bevægelse (hollandsk: Nationaal-Socialistische Beweging in Nederland, NSB) var et hollandsk fascistisk og senere nationalsocialistisk politisk parti. Det eksisterede mellem 1931 og 1945. Partiet havde stor succes i 1930'erne og var det eneste lovlige parti i Holland under det meste af 2. verdenskrig. Lederen af partiet var Anton Mussert.